# Nissan FORUM
O FORUM é um protótipo de veículo monovolume da Nissan.